# Innocent Cybo
Pour les articles homonymes, voir Cybo.
Innocent Cybo ou Cibo, né le 25 août 1491 à Gênes et mort le 13 avril 1550 à Rome, est un cardinal, archevêque de Gênes et de Turin, évêque de Marseille.

## Biographie
Arrière-petit-fils de Arano Cybo, Innocent Cibo, est par son père François Cybo le petit-fils du pape Innocent VIII et par sa mère, Madeleine de Médicis, le neveu du pape Léon X. À 23 ans seulement, il est fait cardinal par son oncle Léon X qui lui donne l'archevêché de Gênes. En 1517, il est transféré à l'archevêché de Turin qu'il échange avec Claude de Seyssel et devient donc évêque de Marseille.
Le 20 janvier 1518 il nomme pour vicaire général de l'évêché de Marseille, Marianus Domilutio, qui met un terme à Aubagne au procès qui a débuté avec Claude de Seyssel et, le 19 juin, devient évêque d'Aléria.
Après la mort du pape Léon X survenue le 1er décembre 1520 un nouveau conclave s'ouvre pour l'élection d'un successeur. Innocent Cybo manque l'élection d'une seule voix : il obtient 19 voix sur 29 votants mais n'atteint pas la majorité des deux tiers. Finalement c'est Adrien Florent, évêque de Tortosa (Espagne) qui est élu pape et qui prend le nom d'Adrien VI. Il démissionne de l'évêché d'Aléria le 19 décembre de la même année.
En 1524 lors du siège de Marseille par les troupes du connétable de France Charles III de Bourbon, son palais épiscopal est rasé le 29 août 1524 afin de faciliter la défense de la cité phocéenne. Innocent Cybo se trouve à Rome lorsque la ville est assiégée par le connétable de France qui trouve la mort au cours du siège le 6 mai 1527 . Rome est cependant prise d'assaut puis mise à sac. Le cardinal Cybo parvient à s'enfuir tandis que le pape Clément VII se réfugie au château Saint-Ange puis capitule le 6 juin 1527.
Innocent Cybo se rend à Parme où s'est réfugié le Sacré Collège. Plusieurs cardinaux envisagent alors un retour du Saint-Siège à Avignon. Cybo s'y oppose vigoureusement. En 1530 il se démet de son évêché de Marseille en faveur de son frère Jean-Baptiste Cibo. Le 20 mars 1531 il est nommé administrateur de Mariana, et le restera jusqu'au 1er décembre suivant.
Après la mort du pape Clément VII le 25 septembre 1534 à Rome, il assiste au conclave qui élit le 13 octobre 1534 Alexandre Farnèse qui prend le nom de Paul III. Le 3 novembre 1536, il est nommé administrateur de Béziers.
Innocent Cybo gouverne l'État de Florence après l'assassinat en 1537 d'Alexandre de Médicis et œuvre pour l'élection de Cosme Ier de Toscane. Il participe une dernière fois à l'élection d'un pape, Giammaria del Monte qui prend le nom de Jules III, et meurt peu de temps après à Rome le 13 avril 1550. Il est enterré entre la tombe de son oncle le pape Léon X et de son cousin le pape Clément VII dans l'église de la Minerve à Rome.